# Phyllachora ciferrii
Phyllachora ciferrii är en svampart som beskrevs av Chardón 1932. Phyllachora ciferrii ingår i släktet Phyllachora och familjen Phyllachoraceae.   Inga underarter finns listade i Catalogue of Life.